# تامور، نیو ساوت ولز
تامور (به انگلیسی: Tahmoor) یک شهرک در استرالیا است که در نیو ساوت ولز واقع شده‌است.